# Roberto Montandón Paillard
Roberto Montandón Paillard (Neuchâtel, Suiza, 14 de abril de 1909 - Santiago de Chile, 29 de noviembre de 2003) fue un agrónomo, investigador, arqueólogo, historiador y fotógrafo suizo, afincado en Chile, reconocido por su puesta en valor del patrimonio histórico y arquitectónico de Chile.

## Biografía
Hijo de Arturo Montandón y Betty Paillard. Se formó en Suiza como agrónomo, obteniendo el título en 1932. Posteriormente llega a Chile en 1933.
Fue asesor técnico del Departamento de Turismo del Estado de Chile, para lo cual realizó principalmente exploraciones geográficas y de reconstrucción en las zonas desérticas del norte de Chile, así como en las regiones australes. Realizó además investigaciones arqueológicas en la zona norte.
Se dedicó paralelamente a la fotografía, la cual utilizó para apoyar los trabajos que realizaba; tal y como lo fue su participación y dirección de la exposición El Rostro de Chile, organizada en 1959 por Antonio Quintana. La muestra estaba compuesta por el trabajo de variados fotógrafos de la época y éste montaje fue expuesto en su origen para la Universidad de Chile, pero su éxito fue tal, que también recorriera gran parte del país, para luego ser expuesta en Europa y finalizaría en Japón en el año 1969.
Fue director y artífice del Laboratorio Central de Fotografía y Microfilm de la Universidad de Chile desde 1958 hasta 1966. Fue asesor del Consejo de Monumentos Nacionales desde 1948.
Escribió varios libros producto de sus investigaciones, así como muchos artículos en publicaciones periódicas, publicando extensamente en la revista En Viaje de Ferrocarriles del Estado desde 1942. Mediante sus escritos para En Viaje promovió especialmente el ignorado norte chileno, con sus misterios precolombinos, sus recuerdos coloniales y paisajes inverosímiles.
Se desempeñó como cadémico historiador del Instituto de Historia y Patrimonio de la Universidad de Chile entre los años 1969 y 1982. Participó en los trabajos de la reconstrucción del Palacio de La Moneda entre  loas años 1973 y 1981.
Practicaba el ski, siendo director de la Federación de Esquí y Andinismo de Chile. Obtiene la ciudadanía chilena en 1949 y en 1951 se casa con Sofía Basaure Baeza.
Fallece en Santiago de Chile en el año 2003.

## Distinciones y legado cultural
Por Resolución 13017 exenta, el Ministerio de Educación, en octubre de 2002, el Consejo de la Orden al Mérito Docente y Cultural "Gabriela Mistral" resuelve otorgar dicha distinción en el grado de Comendador al experto, en conservación y restauración de monumentos, por su significativo y trascendente aporte a la defensa, protección y docencia del patrimonio arqueológico, natural y arquitectónico de Chile, en especial por su participación por más de cincuenta años en el Consejo de Monumentos Nacionales de la República de Chile.
El año 2002, como reconocimiento a su trabajo y trayectoria, fue nombrado "Arquitecto Honorario" por el Colegio de Arquitectos de Chile.
Desde el año 2002, el Centro de Documentación del Consejo de Monumentos Nacionales de Chile lleva su nombre como la "Colección Fotográfica Montandon".
Duante el año 2022, el Consejo de Monumentos Nacionales de Chile y por la unanimidad de los consejeros, se aprobó la solicitud de declaración como Monumento Nacional, en la categoría de Monumento Histórico, la extensa colección documental y fotográfica de Roberto Montandon Paillard.

## Exposiciones
1. 1960. El Rostro de Chile. Universidad de Chile. Santiago.[8]
2. 1969. El Rostro de Chile. Feria de Osaka. Japón.
3. 2021. Roberto Montandon. El Pasado Presente. Metro de Santiago, Galería Suizspacio.[30]
4. Exposición en el Museo de Sitio Castillo de Niebla, Valdivia.[31]
5. Exposición en el Museo Nacional Ferroviario Pablo Neruda, Temuco.[31]
6. 2022. Resplandor del fuego. Roberto Montandon. Palacio Pereira.[2][32][25]

## Publicaciones destacadas
- Apuntes sobre el Pukará de Lasana. 1950[33]
- Iglesias y capillas coloniales en el Desierto de Atacama. 1950[34]
- Inventario de la arquitectura en Chile: Un sistema de fichas. 1952[35]
- Chile: Monumentos arqueológicos e históricos. 1952[36]

## Literatura
- Consejo de Monumentos Nacionales. Ministerio de la Cultura, las Artes y el Patrimonio de Chile. MONTANDÓN (ARCHIVO FOTOGRÁFICO). 2012. ISBN 978-956-7953-49-3 [37][38]
- Consejo de Monumentos Nacionales. Ministerio de la Cultura, las Artes y el Patrimonio de Chile. MONTANDON: LEGADO FOTOGRÁFICO Y DOCUMENTAL. 2020. ISBN 978-956-7953-77-6 [39]
- Gonçalves, Janice, Invenções de nação e reinvenções de si: o Chile por Roberto Montandon (1942-1952). 2017. En Revista: Historia Unisinos Vol 21 N° 3- 2017,  p. 444-457, Setembro-Dezembro 2017. ISSN 2236-1782 [40]
- Rodríguez, Villegas H. Academia Chilena de la Historia. Boletín Santiago Tomo 70, 113. 2004. p. 463-464.[20]
- Rodríguez ,Villegas H. Obituario. D. Roberto Montandon Paillard (1909-2003). Anales del Instituto de Chile. 2003.p. 413-414.
- Montandon P.,Roberto; Pirotte M., Sylvia. Monumentos Nacionales de Chile: 225 Fichas.1998.
- Valenzuela Blossin, María Paz. Instituto de Historia y Patrimonio De la Facultad de Arquitectura y Urbanismo de la Universidad de Chile: Creado en 1952. 2019. En Libro: Pauta presentación: Instituto de Historia y Patrimonio: Comisión de Cultura, Artes y Comunicaciones de la H. Cámara de Diputados: Nueva Ley de Patrimonio y omisión de la Universidad de Chile. [41]
- Galeno-Ibaceta, Claudio. The "Hotelera Nacional de Chile" (HONSA): modern tourism in the desert territory in northern Chile. A: Conference of the International Forum on Urbanism. "6th Conference of the International Forum on Urbanism (IFoU): TOURBANISM, Barcelona, 25-27 gener". Barcelona: IFoU, 2012, p. 1-10. ISBN 978-84-8157-620-7 [42]